# Pahljačasta solzovka
Pahljačasta solzovka (znanstveno ime Dacrymyces chrysospermus) je gliva iz rodu solzovk (Dacrymyces). Rod je poimenovan po starogrški besedi za solzo dacryon in myces kot gliva, medtem ko specifični epitet chrysospermus prihaja iz Chrys, kar pomeni zlato in sperma, kar pomeni seme zaradi rumenega trosnega odtisa.

## Značilnosti
Oranžno rumena možganom podobna zdrizasta gmota. Na mestu pritrditve na podlago je skoraj bela. Ko je suha postane rdečkasto rjava in bolj prosojna. Visoka od 1 do 2,5 cm in do 6 cm široka.

## Razširjenost in življenjski prostor
Raste kot gniloživka na trohnečih deblih in štorih odmrlih iglavcev. Pojavljajo se lahko čez celo leto v dovolj vlažnih obdobjih.

## Mikroskopske značilnosti
Trosni odtis je rumene barve. Trosi so klobasaste oblike, imajo tanke stene in merijo 18–23 x 6,5–8 μm, ter so tako razmeroma večji kot pri ostalih vrstah solzovk. V zrelosti imajo 7 do 9 vmesnih sten.
Bazidiji imajo obliko uglaševalskih vilic in nosijo po dva trosa.
Na miceliju se tvorijo tudi nespolni trosi - konidiji.

## Podobne vrste
- kapljasta solzovka (Dacrymyces stillatus) ima manjše trose
- rumena drhtavka (Tremella mesenterica) je zajedalec na glivah opnovkah (Peniophora)
- zlata majavka (Naematelia aurantia) je zajedalec na glivah slojevkah (Stereum)

## Uporabnost
Neužitna.

## Galerija slik
- trosi
- dvotrosni bazidiji